# Duisburg
Duisburg – miasto na prawach powiatu położone w zachodniej części Niemiec, w kraju związkowym Nadrenia Północna-Westfalia, w rejencji Düsseldorf, w Zagłębiu Ruhry (Ruhrgebiet). Miasto leży nad Renem i jest dużym ośrodkiem przemysłowym.

## Historia
Najstarsze wzmianki o mieście pochodzą z 883 roku, kiedy to Duisburg został zaatakowany przez wikingów.
Duisburg uzyskał prawa miejskie w 1279 roku. Miasto należało w średniowieczu do Hanzy, czyli do związku miast handlowych Europy Północnej z czasów średniowiecza i początku ery nowożytnej.
W 1536 roku został wybudowany tzw. Dom z trzema szczytami (niem. Dreigiebelhaus), który stoi do dziś przy ulicy Nonnengasse 8. Jest to najstarszy budynek w mieście.
W 1858 roku rozpoczęto produkcję piwa König Pilsener. Od 2004 roku firma ta należy do Bitburger Holding.

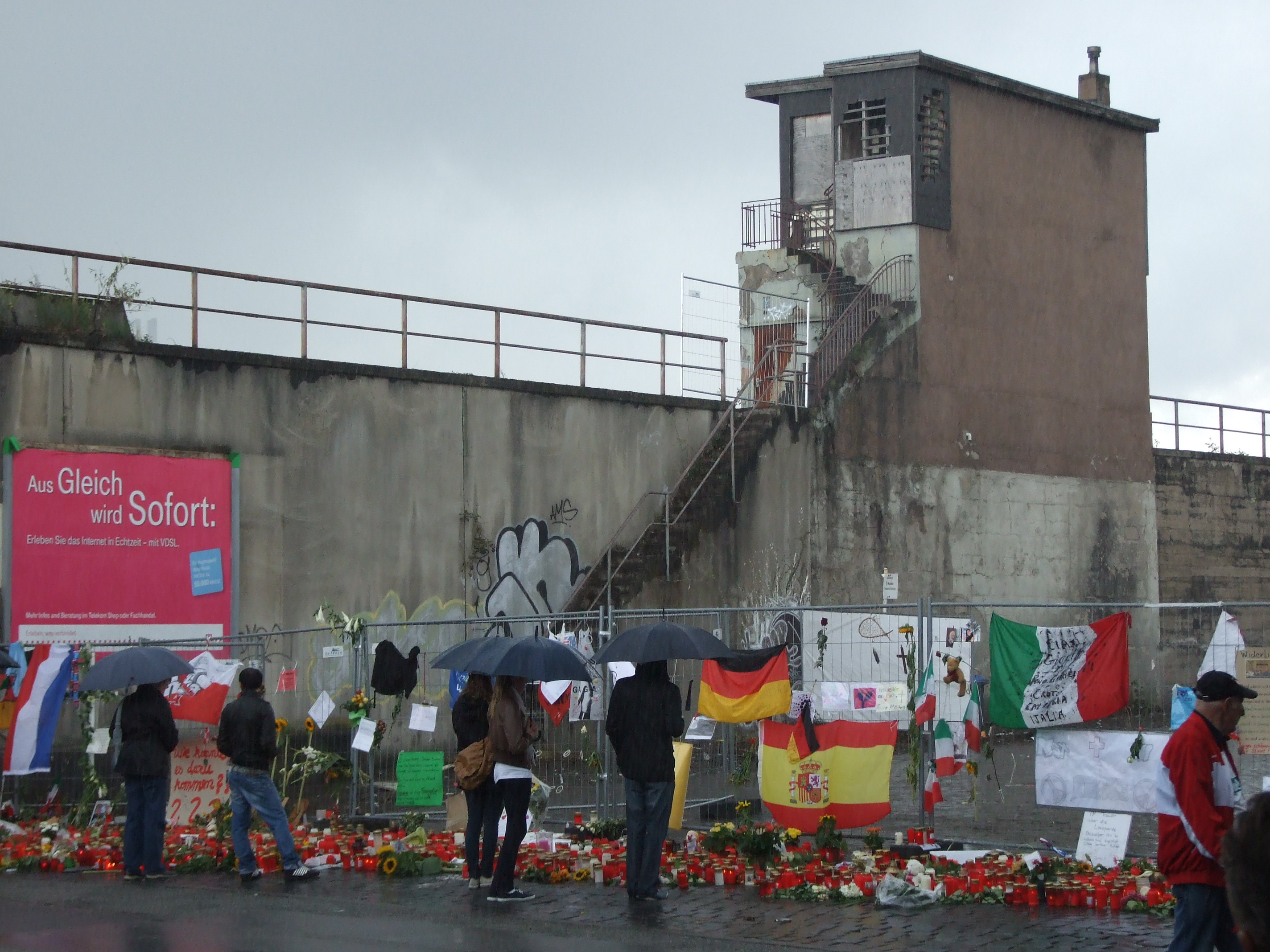
Miejsce składania kwiatów oraz zniczy upamiętniających ofiary paniki podczas Love Parade

W 1902 roku w dzielnicy Meiderich został założony klub sportowy, który jest aktywny do dziś i znany jako MSV Duisburg.

### Love Parade
W Duisburgu 24 lipca 2010 roku odbył się największy plenerowy festiwal muzyki elektronicznej Love Parade odbywający się w Niemczech od 1989 roku. Jedynym wejściem i wyjściem był tunel na stary dworzec towarowy, w którym mogło zmieścić się jedynie 250 tys. osób, przy czym na paradę przybyło aż 1,4 miliona osób. W wyniku chaosu, który powstał z powodu blokady ruchu przez policję, w tunelu tym wybuchła panika, w której zginęło 21 osób, a ponad 340–500 zostało rannych. Po tym zdarzeniu ogłoszono, że Love Parade nigdy więcej się nie odbędzie.

## Dzielnice

Dzielnice miasta

Miasto podzielone jest na siedem dzielnic (Stadtbezirke):
- Duisburg-Mitte(inne języki)
- Duisburg-Süd(inne języki)
- Hamborn
- Homberg/Ruhrort/Baerl
- Meiderich(inne języki)/Beeck
- Rheinhausen
- Walsum

## Gospodarka
W mieście rozwinął się przemysł maszynowy, metalowy, chemiczny, rafineryjny, stoczniowy, koksowniczy oraz hutniczy.

## Transport
Przez miasto lub w jego pobliżu przebiegają autostrady A3, A40, A42, A57, A59 i A524.
W mieście znajdują się stacje kolejowe: Duisburg Hauptbahnhof, Duisburg-Wedau, Duisburg-Buchholz, Duisburg Großenbaum, Duisburg-Rahm i Duisburg Schlenk.
W Duisburgu mieści się, leżący nad Renem, największy rzeczny port na świecie, jego powierzchnia to ok. 740 ha a przeładunek – ok. 125 mln ton rocznie.

## Media
Duisburg ma własne radio. W każdy wtorek od 19:05 do 19:30 jest w nim nadawana audycja po polsku.
Studio 47 to pierwsza prywatna, lokalna stacja telewizyjna nadawcza w Nadrenii Północnej-Westfalii.

## Sport
- MSV Duisburg – klub piłkarski[3]
- Mistrzostwa Europy Juniorów w Lekkoatletyce 1973

## Osoby

### Ludzie urodzeni w Duisburgu
- Bernd Aldenhoff – niemiecki śpiewak operowy
- Günter Bandmann – niemiecki historyk sztuki
- Paul Bäumer – niemiecki lotnik, as myśliwski z czasów I wojny światowej
- Ellen Becker – niemiecka wioślarka
- Michael Bella – niemiecki piłkarz
- Herbert Boy – as lotnictwa niemieckiego
- Jorgo Chatzimarkakis – niemiecki polityk i politolog greckiego pochodzenia
- Ramin Djawadi – niemiecki kompozytor irańskiego pochodzenia
- Armin Eichholz – niemiecki wioślarz, dwukrotny medalista olimpijski
- Nur Fettahoğlu – turecka aktorka, prezenterka telewizyjna i projektantka mody
- Carsten Fischer – niemiecki hokeista na trawie, trzykrotny medalista olimpijski
- Julius Friedrich – niemiecki polityk
- Jürgen Gelsdorf – niemiecki piłkarz grający na pozycji obrońcy
- Hans-Werner Gessmann – niemiecki psycholog
- Reiner Geye – niemiecki piłkarz
- Henryk Giełdzik – polski inżynier
- Jan Gomoła – polski żołnierz Wojska Polskiego, Narodowej Organizacji Wojskowej i Armii Krajowej
- Gabriela Grillo – niemiecka jeźdźczyni sportowa, złota medalistka olimpijska
- Theo Hahn – niemiecki naukowiec
- Jürgen Hingsen – niemiecki dziesięcioboista
- Klaus Hoffmann-Hoock – niemiecki multiinstrumentalista i kompozytor, jeden z przedstawicieli niemieckiego rocka elektronicznego
- Petra Kammerevert – niemiecka samorządowiec
- Fritz Ketz – niemiecki malarz i grafik
- Walter Rudolf Kirschbaum – niemiecko-amerykański neurolog i psychiatra
- Moritz Koch – niemiecki wioślarz
- Werner Krämer – niemiecki piłkarz
- Paul Krewer – niemiecki kolarz torowy, trzykrotny medalista olimpijski
- Wilhelm Lehmbruck – niemiecki rzeźbiarz
- André Lotterer – niemiecki kierowca wyścigowy
- Friedel Neuber – niemiecki bankier i polityk
- Holger Osieck – niemiecki piłkarz, obecnie trener piłkarski
- Fritz Pleitgen – niemiecki dziennikarz
- Oswald Pohl – szef hitlerowskiego WVHA (Głównego Urzędu Gospodarczo-Administracyjnego SS) oraz SS-Obergruppenführer
- Alfred Preißler – niemiecki piłkarz, trener piłkarski
- Gerhard vom Rath – niemiecki mineralog, odkrywca szeregu minerałów
- Friedel Rausch – niemiecki trener i piłkarz
- Ralf Rocchigiani – niemiecki bokser, mistrz świata federacji WBO w wadze junior ciężkiej
- Gerhard Schebler – niemiecki szachista, arcymistrz od 2004 roku
- Michael Schrader – niemiecki lekkoatleta specjalizujący się w wielobojach
- Thomas Strunz – niemiecki piłkarz grający na pozycji pomocnika
- Pascale Talarski(inne języki) – niemiecki piłkarz
- Edward Taraszkiewicz – dowódca lotnych oddziałów partyzanckich
- Leon Taraszkiewicz – dowódca oddziału Wolność i Niezawisłość na Polesiu Zachodnim, porucznik czasu wojny
- Otto Trieloff – niemiecki lekkoatleta specjalizujący się w długich biegach sprinterskich
- Toni Turek – niemiecki piłkarz grający na pozycji bramkarza
- Nicole Uphoff – niemiecka jeźdźczyni sportowa i wielokrotna medalistka olimpijska
- Berit Wiacker – niemiecka bokserka, trzykrotna medalistka mistrzostw świata
- Patrick Wiencek – niemiecki piłkarz ręczny, reprezentant kraju grający na pozycji obrotowego
- Ronald Worm – niemiecki piłkarz
- Bruno Wüstenberg – niemiecki duchowny rzymskokatolicki, dyplomata watykański, arcybiskup tytularny

## Współpraca
Miejscowości partnerskie:
- Calais, Francja (25 czerwca 1954)[7]
- Fort Lauderdale, Stany Zjednoczone (18 marca 2011)[8]
- Gaziantep, Turcja (2005)[9]
- Perm, Rosja (15 października 2007)[10]
- Portsmouth, Wielka Brytania (1950)[11]
- San Pedro Sula, Honduras (25 stycznia 2008)[12]
- Wilno, Litwa (10 października 1985)[13]
- Wuhan, Chiny (1982)[14]
- Lomé, Togo[a][15]